# Kataasaari (ö, lat 61,50, long 28,17)
Kataasaari är en ö i Finland.   Den ligger i kommunen Puumala i den ekonomiska regionen  S:t Michel och landskapet Södra Savolax, i den södra delen av landet, 230 km nordost om huvudstaden Helsingfors.